# Derbi de Merseyside
El derbi de Merseyside es el nombre dado a los partidos de fútbol disputados entre el Everton Football Club y el Liverpool Football Club, los dos clubes más exitosos de la ciudad de Liverpool en Inglaterra. Es el derbi que más tiempo lleva disputándose en la máxima categoría del fútbol inglés sin interrupción, jugándose desde la temporada 1962-63, y está considerado como uno de los partidos más influyentes y reconocidos del fútbol mundial. Fue denominado «derbi de Merseyside» en al menos un periódico nacional en 1955, 19 años antes de que se fundara el condado de Merseyside. Tradicionalmente sus partidos son conocidos como el «derbi de la amistad» o simplemente como «El Derbi» dada la gran cantidad de familias con aficionados de ambos equipos, muy próximos entre sí, motivo por el que es uno de los pocos encuentros en que las aficiones no están totalmente separadas. Al haber muchos parientes y amigos con aficionados de ambos clubes no es raro ver a evertonians y liverpudlians sentados juntos durante el partido.
En la final de la Football League Cup de 1984 en prácticamente todas las secciones del Wembley Stadium había aficionados de ambos equipos y cánticos de "Merseyside, Merseyside" y "Are you watching Manchester?", referidos a otra de las ciudades más carismáticas del fútbol inglés, y de donde procede el Manchester United Football Club, considerado como uno de los mejores equipos del país y que también tiene gran rivalidad con la ciudad de Liverpool. Desde la mitad de los años 80 sin embargo la rivalidad trascendió de lo deportivo y se intensificó dentro y fuera del campo. Desde la creación de la Premier League en 1992, es el enfrentamiento que ha tenido más tarjetas rojas del torneo, circunstancia que le ha valido que se refiera en ocasiones también a él como «el partido más indisciplinado y explosivo en la Premier League».[cita requerida]
Nunca se han enfrentado en la Liga de Campeones de la UEFA.

## Historia

### Origen de la rivalidad
En sus primeros años muchos de los directivos del Everton FC eran miembros del Partido Liberal del Reino Unido que estaban asociados con la National Temperance Federation mientras que el presidente y miembro del Partido Conservador era también un fabricante de cerveza cuyos intereses comerciales se oponían diametralmente a los de la NTF. El Liverpool FC fue fundado principalmente por una división entre los protestantes del Everton debido a una disputa referente a la bebida.
Los clubes profesionales de los años 1890 atraían mucho interés tanto dentro como fuera del campo. La Reform Act de 1867 había dado a gran parte de los aficionados al fútbol el derecho a votar en las elecciones locales y nacionales. Las asistencias al campo de Everton y Liverpool rondaban las 10.000-15.000 personas de una población de 23.000. Los políticos locales vieron en los dos clubes de fútbol una oportunidad para llegar al electorado local.
Antes del cisma de 1892 los asuntos del Everton Football Club se vieron envueltos en la dinámica política local: la división entre Liberales y Conservadores, entre Inconformistas y Anglicanos, y entre el movimiento abstemio y los intereses de la industria cervecera.
En la directiva del Everton la principal diferencia surgió entre los partidarios de una propiedad autocrática de la propiedad del club y los partidarios de la creación de una estructura más democrática para salvar las diferencias sociopolíticas.
En ocasiones la Religión es puesta como causa principal para la división, pero en ese tiempo entre los directivos del Everton sólo James Clement Baxter era el único Católico, el resto eran Protestantes.

### El Derbi amistoso
Hay varias razones para el término "Derbi Amistoso". Primero de todo ambos clubes están situados en el norte de la ciudad y muy cerca uno de otro (menos de una milla), con sólo el Stanley Park separando a ambos. El Everton jugaba en un principio en Anfield, ahora estadio del Liverpool, antes de una disputa con el alquiler con los propietarios tras la cual parte de la directiva fundó el Liverpool y el Everton se trasladó a Goodison Park. De 1902 a 1932 ambos clubes compartían incluso el mismo programa el día de partido. Hoy día no existen diferencias geográficas, políticas, sociales o religiosas que dividan ambas aficiones aunque durante muchos años sí que hubo una división sectaria en la ciudad. No está claro cómo influenció esto en la base de la afición de ambos clubes, estudios recientes sugieren que fueron diferencias políticas. Durante los años 1950 y 1960 el Everton era señalado como el club católico por contar con importantes jugadores de Irlanda como Tommy Eglington, Peter Farrell y Jimmy O'Neill así como el entrenador Johnny Carey. Por su parte el Liverpool era llamado el club protestante por no firmar a un católico irlandés hasta Ronnie Whelan en 1979. Sin embargo esto nunca fue una causa de división entre ambas aficiones como puede ser en el caso del Celtic y el Rangers. Ambos clubes tienen gran número de seguidores entre los presbiterianos del norte de Gales y los católicos de Irlanda.
A diferencia de otros derbis locales (como los de Bristol, Birmingham o Stoke, donde los clubes están separados por una gran distancia en la ciudad), en Liverpool la violencia entre evertonians y liverpudlians es rara; sin embargo, tras el incidente Heysel, las relaciones entre ambas aficiones se estropearon al culpar la afición del Everton al Liverpool de la exclusión de los clubes ingleses de las competiciones europeas. Sin embargo, tras la Tragedia de Hillsborough, las relaciones mejoraron uniéndose al boicot contra The Sun los aficionados del Everton y decorando Stanley Park con bufandas de ambos equipos. Más recientemente, tras el asesinato del niño de 11 años Rhys Jones en 2007, el Liverpool Football Club invitaron a los padres de la víctima y a su hermano mayor a Anfield para un partido de Liga de Campeones. El tema musical de la serie Z-Cars, la canción con la que tradicionalmente salta al campo el Everton, sonó por primera vez en la historia en Anfield mientras la familia de la víctima permanecía en el terreno de juego vistiendo camisetas y bufandas del Everton.
La ciudad de Liverpool es estadísticamente la que más títulos futbolísticos tiene de Inglaterra, con 27 entre Liverpool y Everton, y nunca ha habido una temporada en que uno de los dos equipos no militara en la máxima categoría del fútbol inglés. Ambos equipos tienen una rica historia, siendo el Everton uno de los 12 fundadores de la Football League. El Everton sólo ha descendido dos veces y ha participado en más de 100 temporadas en la máxima categoría, más que ningún otro club inglés. El Everton ha ganado 9 campeonatos de liga, 5 FA Cup y una Recopa de Europa. El Liverpool atesora 6 Copas de Europa, más que ningún otro club inglés, 19 títulos ligueros, 7 FA Cup, 8 League Cup y 3 Copas de la UEFA.
Desde 1892 ambos clubes participan todos los años en la Liverpool Senior Cup, aunque Liverpool, Everton y Tranmere Rovers sólo alinean jugadores reserva ante clubes como Prescot Cables, Southport y Marine.
Los partidos entre Everton/Liverpool y Tranmere Rovers, de Birkenhead, al otro lado del Río Mersey, también son llamados Derbi de Merseyside, pero como el Tranmere nunca ha estado en la primera categoría los partidos oficiales son muy raros.

### El Derbi en sus mejores años
Durante los años 60 Liverpool y Everton eran ganadores regulares de trofeos domésticos, pero mientras el Liverpool prosiguió su escalada en los años 70 y 80, el Everton no ganó un título entre 1970 y 1984.
El Everton comenzó a suponer una amenaza seria para el dominio del Liverpool tras el fichaje de Howard Kendall como entrenador al comienzo de la temporada 1981/82. El primer derbi de Merseyside con Kendall en el banquillo fue en Anfield el 7 de noviembre, en una derrota 3-1. El Liverpool terminó esa jornada 7.º y el Everton 13.º. En la segunda vuelta, en el partido de Goodison Park a finales de marzo, se produjo el mismo marcador, por entonces el Liverpool se había recuperado de su mal inicio en liga y estaba luchando por el título, que finalmente conquistó, mientras el Everton terminó en mitad de la tabla.
En la 1982/83, la última con Bob Paisley en el banquillo de Anfield antes de dejar paso a Joe Fagan, el Liverpool fue campeón una vez más y el Everton terminó de nuevo en media tabla. En noviembre de esa temporada el Liverpool ganó 0-5 en Goodison Park. El segundo partido en Anfield, a mitad de marzo, terminó sin goles.
La temporada 1983/84 fue la temporada en la que el Everton, que ganó la FA Cup al final de la temporada, se convirtió en una amenaza para el Liverpool. Aunque el Liverpool ganó el título de liga y el Everton no pudo terminar entre los cinco primeros, el Liverpool necesitó de un replay para derrotar al Everton en la final de la League Cup en Wembley.
La campaña 1984/85 comenzó con un derbi de Merseyside en la FA Charity Shield en Wembley, cuando el Liverpool campeón de liga se enfrentó al Everton campeón de la FA Cup en un partido que ganó el Everton 1-0 gracias a un gol en propia puerta de Bruce Grobbelaar. El primer encuentro de liga llegó el 20 de octubre de 1984, cuando el Everton ganó 0-1 en Anfield y el equipo de Howard Kendall se vio con oportunidad de competir por el título por primera vez en sus cuatro años en el cargo, mientras que el Liverpool quedaba 17.º a sólo 2 puntos de la zona de descenso.
El último partido de la temporada para el Liverpool fue el 23 de mayo cuando perdieron 1-0 con el Everton (a quien aún le restaban dos partidos por jugar) en Goodison Park. El Everton ya se había proclamado campeón por entonces, mientras que el Liverpool se había recuperado de su terrible inicio de temporada y ocupaba la segunda plaza.
La 1985/86 fue quizás la temporada más emocionante para losa ficionados de ambos clubes, al luchar Liverpool y Everton por el título de liga y la FA Cup. El primer derbi de Merseyside de la temporada llegó el 21 de septiembre y se lo llevó el Liverpool en Goodison Park por 2-3, lo que le situaba a los reds segundos tras el Manchester United mientras que el Everton ocupaba la sexta plaza. El Everton ganó el segundo derbi jugado cinco meses después por 0-2 en Anfield, en ese momento el Everton era líder con ocho puntos de ventaja sobre el Liverpool. El clímax de la temporada llegó en Wembley cuando Liverpool y Everton jugaron la final de la FA Cup el 10 de mayo de 1986. Un tempranero gol de Gary Lineker hizo pensar que el Everton se podía tomar la revancha ante el Liverpool tras arrebatarles el título de liga, pero en la segunda parte dos goles de Ian Rush y otro de Craig Johnston consiguieron la copa y el doblete para el Liverpool.
La FA Charity Shield de 1986 fue compartida entre Liverpool y Everton, quienes empataron a uno en Wembley, pero el primer derbi de la temporada entre ambos clubes no llegaría hasta noviembre en un empate sin goles en Goodison Park. Ambos clubes luchaban en ese momento por el liderato junto al Arsenal, Nottingham Forest y dos invitados inesperados: el Luton Town y el Coventry City. Los cuartos de final de la League Cup del 21 de enero de 1987 vieron un triunfo del Liverpool 0-1 en Goodison. El derbi en Anfield a finales de abril se saldó con otro triunfo red por 3-1, pero no fue suficiente para evitar que el Everton se proclamara campeón un par de semanas después.
La temporada 1986/87 fue la última en que el Everton fue capaz de hacer sombra al Liverpool, pese a que estuvieron cerca en 1989 cuando ambos se encontraron de nuevo en la final de la FA Cup. El partido se decidió en la prórroga y coronó al Liverpool campeón por 3-2 gracias al doblete de Ian Rush y a otro gol de John Aldridge. Los dos goles del Everton fueron de Stuart McCall.
En la 1988/89 el Everton fue el primer rival del Liverpool tras la Tragedia de Hillsborough del 15 de abril de 1989, que se saldó con la muerte de 96 aficionados del Liverpool en las semifinales de la FA Cup. El partido entre ambos se celebró el 3 de mayo y terminó en empate a cero.
En la campaña 1990/91 el Everton ya no era considerado generalmente como uno de los clubes punteros ingleses, mientras que el Liverpool terminó segundo en la liga. Liverpool y Everton se cruzaron en la quinta ronda de la FA Cup en Anfield el 17 de febrero de 1991. El partido terminó sin goles y el replay tres días después en empate a cuatro en Goodison Park. Esa temporada fue la última de Kenny Dalglish en el cargo, al dimitir dos días después del segundo replay. Fue también la última temporada en que se jugaban "replays de replays". El segundo replay terminó con la victoria del Everton 1-0 el 27 de febrero y con las esperanzas de un doblete del Liverpool.
El verano de 1991 vio el traspaso de Peter Beardsley del Liverpool al Everton, seguido un año después por el defensa Gary Ablett, agregando más tensión al derbi de Merseyside, mientras que en los siguientes años el Liverpool se vio sobrepasado por el Manchester Untied y el Arsenal como máximos competidores en Inglaterra.

### El Derbi en la era Premier League

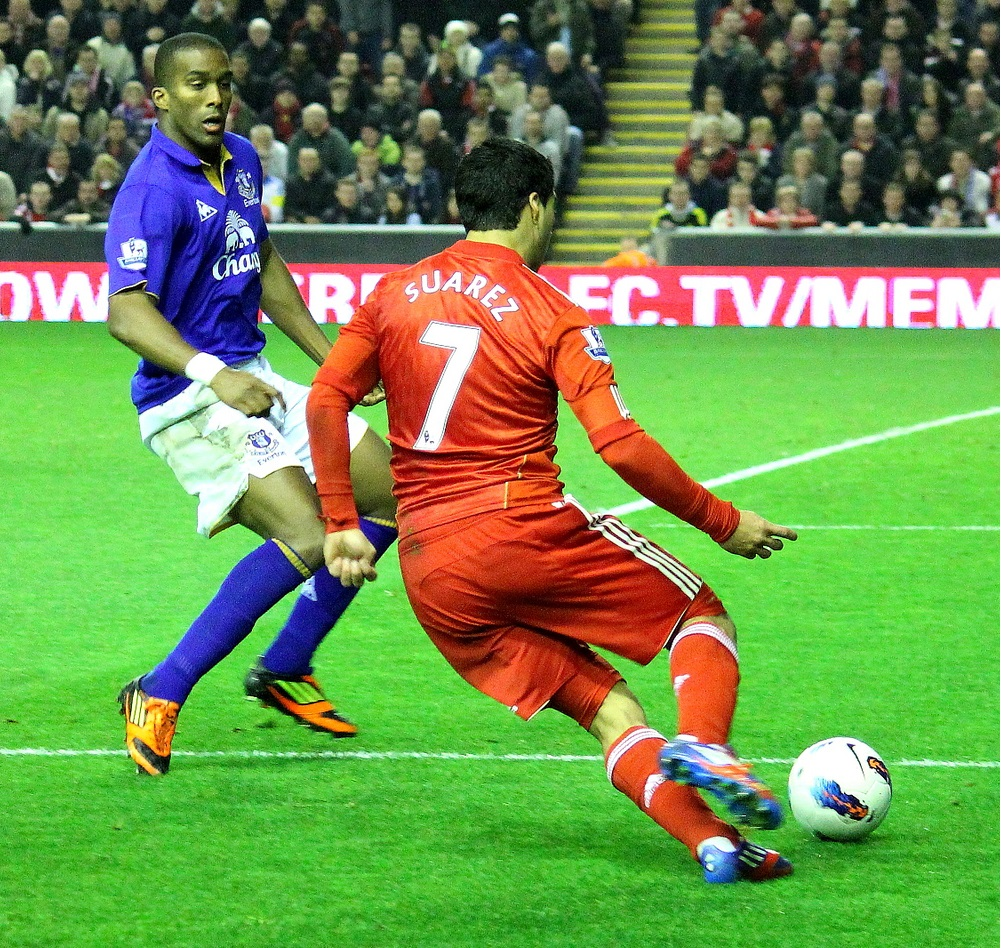
Luis Suárez frente a Sylvain Distin en un derbi jugado en 2012.

El 7 de diciembre de 1992 el Everton derrotó 2-1 al Liverpool en Goodison Park en un partido en el que Peter Beardsley se convirtió en el segundo jugador en la historia en marcar con ambos clubes en el derbi.
En la 1993/94 el Liverpool derrotó al Everton 2-1 en Anfield. El hecho más notable del partido fue que el gol de la victoria fue conseguido por Robbie Fowler, un joven de 18 años que era por entonces uno de los jugadores más prometedores de Inglaterra.
El siguiente derbi de Merseyside de importancia fue el 18 de octubre de 1997, cuando el Everton ganó 2-0 en Goodison en una victoria que a la postre les salvaría del descenso (sólo se mantuvieron gracias a una diferencia de goles mayor que la del Bolton Wanderers), y "ayudó" a terminar con la candidatura al título del Liverpool.
La 2000/01 vio uno de los derbis más emocionantes de la era Premier League. El Liverpool, habiendo ganado el primer derbi en Anfield, completó el doblete con una victoria 3-2 sobre el Everton en Goodison en abril, con Gary McAllister siendo crucial al final de la temporada ayudando al Liverpool a clasificarse para la Liga de Campeones.
Al final de la 2001/02, el Liverpool terminó mejor clasificado que el Everton por 15.ª temporada consecutiva, pero en la 2002/03 el Everton comenzó a dar signos de recuperación por primera vez en años. Tras un brillantes inicio el Liverpool era líder de la Premier en octubre pero, tras una racha de once partidos sin ganar tras una victoria 2-0 contra el West Ham United en noviembre (incluyendo un empate a cero contra el Everton, los de Goodison estaban por delante del Liverpool y luchando por Europa por primera vez en años. A pesar de todo, el Liverpool luchaba por la quinta plaza cuando el 19 de abril ganó 1-2 en Goodison Park, un resultado que envió a sus vecinos a la quinta plaza y los privó de clasificarse para Europa.
En la 2004/05 el Everton terminó cuarto en liga mientras el Liverpool fue quinto por primera vez desde el título del Everton de 1987. En esa temporada el Liverpool ganó la Liga de Campeones pero el Everton de David Moyes ganó 1-0 en Goodison el 11 de diciembre y perdió 2-1 en Anfield tres meses después. El Everton dio un paso atrás en la 2005/06 mientras que el Liverpool fue campeón de la FA Cup. Además el Liverpool ganó ambos derbis esa temporada por 3-1.
En la 2006/07 el Everton volvió a terminar entre los seis primeros mientras el Liverpool lo hizo entre los cuatro primeros. El Everton ganó el primer derbi de la temporada, en septiembre, 3-0 en Goodison Park. En febrero el derbi en Anfield terminó sin goles por lo que el Liverpool finalizó por detrás del Manchester United y Chelsea.
El Liverpool consiguió de nuevo el doblete ante el Everton en 2007/08, pese a ello el partido de Goodison Park estuvo rodeado de polémica cuando el árbitro Mark Clattenburg señaló un penalti a favor del Liverpool en un choque entre Steven Gerrard y Tony Hibbert que terminó con tarjeta roja para el del Everton. El Everton dominó todo el partido tras ir por debajo en el marcador y no le fueron señalados lo que parecían dos claros penaltis. Esa temporada el Liverpool se clasificó para la Liga de Campeones mientras que el Everton lo hizo para al Copa de la UEFA.
La 2008/09 Liverpool y Everton se enfrentaron cuatro veces, el Liverpool ganó el partido en Goodison Park por 0-2 y empató en el de Anfield. En la FA Cup el Everton derrotó al Liverpool, que jugaba con 10 hombres, en la prórroga del replay.
El derbi de Merseyside es el único caso en el que ambos partidos se juegan en un determinado orden preestablecido. En 2003 se llegó a un acuerdo para que el primer derbi de cada temporada se jugara en Goodison Park y el segundo en Anfield. Los beneficios del acuerdo son varios. no sólo se evita que los derbis en cada estadio estén muy separados en el tiempo, también se aseguran más beneficios por televisión incluso a pesar de que el segundo partido no siempre puede ser televisado por Sky.

## Resumen estadístico

### Resumen

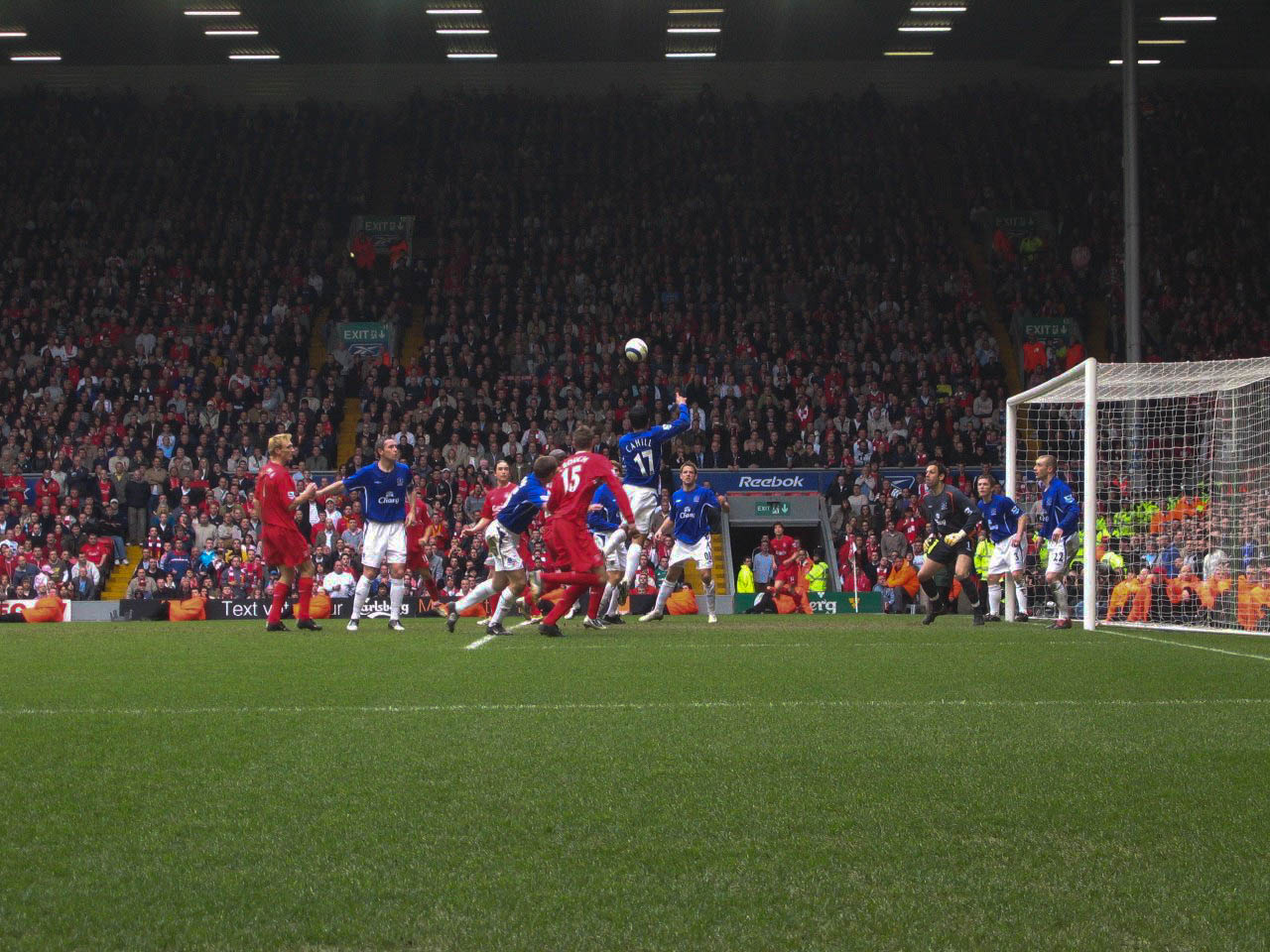
Derbi de Merseyside en Anfield en 2006

Actualizado hasta el 2 de abril de 2025.
| Competición         | Jugados | Victorias Liverpool | Empates | Victorias Everton | Goles Liverpool | Goles Everton |
| ------------------- | ------- | ------------------- | ------- | ----------------- | --------------- | ------------- |
| First Division      | 146     | 54                  | 44      | 48                | 203             | 181           |
| Premier League      | 66      | 29                  | 26      | 11                | 92              | 57            |
| Total liga          | 212     | 83                  | 70      | 59                | 295             | 238           |
| FA Cup              | 25      | 12                  | 6       | 7                 | 40              | 28            |
| EFL Cup             | 4       | 2                   | 1       | 1                 | 2               | 1             |
| Community Shield    | 3       | 1                   | 1       | 1                 | 2               | 2             |
| FL Super Cup        | 2       | 2                   | 0       | 0                 | 7               | 2             |
| Total competitivo   | 246     | 100                 | 78      | 68                | 346             | 271           |
| Campeonato regional | 51      | 26                  | 9       | 16                | 110             | 94            |
| Total               | 297     | 126                 | 87      | 84                | 456             | 365           |

### Máximos goleadores
| País         | Jugador          | Club(es)            | Liga | FA Cup | League Cup | Community Shield | League Super Cup | Total | Años                        |
| ------------ | ---------------- | ------------------- | ---- | ------ | ---------- | ---------------- | ---------------- | ----- | --------------------------- |
| Gales        | Ian Rush         | Liverpool           | 13   | 5      | 1          | 1                | 5                | 25    | 1980–1987 1988–1996         |
| Inglaterra   | Dixie Dean       | Everton             | 18   | 1      |            |                  |                  | 19    | 1925–1937                   |
| Escocia      | Sandy Young      | Everton             | 9    | 3      |            |                  |                  | 12    | 1901–1911                   |
| Inglaterra   | Steven Gerrard   | Liverpool           | 9    | 1      |            |                  |                  | 10    | 1998–2015                   |
| Inglaterra   | Harry Chambers   | Liverpool           | 8    |        |            |                  |                  | 8     | 1915–1928                   |
| Inglaterra   | Jimmy Settle     | Everton             | 8    |        |            |                  |                  | 8     | 1899–1908                   |
| Inglaterra   | Jack Parkinson   | Liverpool           | 6    | 2      |            |                  |                  | 8     | 1903–1914                   |
| Inglaterra   | Peter Beardsley  | Liverpool / Everton | 4/1  | 2/0    |            |                  |                  | 7     | 1987–1991 (L) 1991–1993 (E) |
| Escocia      | Graeme Sharp     | Everton             | 4    | 2      |            |                  | 1                | 7     | 1980–1991                   |
| Egipto       | Mohamed Salah    | Liverpool           | 7    |        |            |                  |                  | 7     | 2017–                       |
| Inglaterra   | Jack Balmer      | Liverpool           | 6    |        |            |                  |                  | 6     | 1935–1952                   |
| Inglaterra   | Robbie Fowler    | Liverpool           | 6    |        |            |                  |                  | 6     | 1992–2001 2006–2007         |
| Escocia      | Bobby Parker     | Everton             | 6    |        |            |                  |                  | 6     | 1913–1922                   |
| Inglaterra   | Gordon Hodgson   | Liverpool           | 5    | 1      |            |                  |                  | 6     | 1925–1936                   |
| Bélgica      | Divock Origi     | Liverpool           | 6    |        |            |                  |                  | 6     | 2014–2022                   |
| Australia    | Tim Cahill       | Everton             | 5    |        |            |                  |                  | 5     | 2004–2012                   |
| Escocia      | Kenny Dalglish   | Liverpool           | 5    |        |            |                  |                  | 5     | 1977–1990                   |
| Inglaterra   | Fred Howe        | Liverpool           | 5    |        |            |                  |                  | 5     | 1935–1938                   |
| Escocia      | Jack Taylor      | Everton             | 5    |        |            |                  |                  | 5     | 1896–1910                   |
| Países Bajos | Dirk Kuyt        | Liverpool           | 5    |        |            |                  |                  | 5     | 2006–2012                   |
| Uruguay      | Luis Suárez      | Liverpool           | 4    | 1      |            |                  |                  | 5     | 2011–2014                   |
| Inglaterra   | Roger Hunt       | Liverpool           | 4    |        |            | 1                |                  | 5     | 1958–1969                   |
| Escocia      | Duncan Ferguson  | Everton             | 4    |        |            |                  |                  | 4     | 1994–1998 2000–2006         |
| Inglaterra   | Tommy Lawton     | Everton             | 4    |        |            |                  |                  | 4     | 1936–1939                   |
| Inglaterra   | Michael Owen     | Liverpool           | 4    |        |            |                  |                  | 4     | 1997–2004                   |
| Inglaterra   | Sam Raybould     | Liverpool           | 4    |        |            |                  |                  | 4     | 1900–1907                   |
| Gales        | Roy Vernon       | Everton             | 4    |        |            |                  |                  | 4     | 1960–1965                   |
| Inglaterra   | Daniel Sturridge | Liverpool           | 4    |        |            |                  |                  | 4     | 2013–2019                   |
| Senegal      | Sadio Mané       | Liverpool           | 4    |        |            |                  |                  | 4     | 2016–2022                   |

### Más partidos jugados
| País     | Jugador          | Club      | Partidos | Años              | Posición  |
| -------- | ---------------- | --------- | -------- | ----------------- | --------- |
| Gales    | Neville Southall | Everton   | 41       | 1981–98           | Portero   |
| Gales    | Ian Rush         | Liverpool | 36       | 1980–87 & 1988–96 | Delantero |
| Zimbabue | Bruce Grobbelaar | Liverpool | 34       | 1980–94           | Portero   |
| Escocia  | Alan Hansen      | Liverpool | 33       | 1977–90           | Defensa   |
| Gales    | Kevin Ratcliffe  | Everton   | 32       | 1980–92           | Defensa   |

### Partidos sin encajar gol
| País           | Jugador          | Club      | Partidos sin encajar | Partidos | Años             |
| -------------- | ---------------- | --------- | -------------------- | -------- | ---------------- |
| Inglaterra     | Ray Clemence     | Liverpool | 15                   | 27       | 1967–81          |
| Gales          | Neville Southall | Everton   | 15                   | 41       | 1981–98          |
| Zimbabue       | Bruce Grobbelaar | Liverpool | 10                   | 33       | 1980–94          |
| Inglaterra     | Gordon West      | Everton   | 9                    | 20       | 1962–73          |
| Escocia        | Tommy Lawrence   | Liverpool | 8                    | 16       | 1957–71          |
| España         | Pepe Reina       | Liverpool | 8                    | 17       | 2005–13          |
| Gales          | Cyril Sidlow     | Liverpool | 6                    | 10       | 1946–52          |
| Irlanda        | Billy Scott      | Everton   | 6                    | 15       | 1904–12          |
| Inglaterra     | Ted Sagar        | Everton   | 6                    | 20       | 1929–53          |
| Estados Unidos | Tim Howard       | Everton   | 5                    | 18       | 2006–16          |
| Irlanda        | Elisha Scott     | Liverpool | 5                    | 20       | 1912–17, 1919–34 |
| Inglaterra     | Jordan Pickford  | Everton   | 4                    | 10       | 2017–presente    |
| Gales          | Dai Davies       | Everton   | 3                    | 5        | 1970–77          |

### Asistencia al estadio
| #    | Fecha                    | Estadio       | Marcador | Espectadores |
| ---- | ------------------------ | ------------- | -------- | ------------ |
| 1.º  | 18 de septiembre de 1948 | Goodison Park | 1–1      | 78,599       |
| 2.º  | 22 de septiembre de 1962 | Goodison Park | 2–2      | 73,000       |
| 3.º  | 16 de septiembre de 1950 | Goodison Park | 1-3      | 71,150       |
| 4.º  | 27 de agosto de 1949     | Goodison Park | 0–0      | 70,812       |
| 5.º  | 27 de septiembre de 1947 | Goodison Park | 0-3      | 66,776       |
| 6.º  | 8 de febrero de 1964     | Goodison Park | 3–1      | 66,515       |
| 7.º  | 15 de octubre de 1927    | Goodison Park | 1–1      | 65,729       |
| 8.º  | 12 de abril de 1965      | Goodison Park | 2–1      | 65,402       |
| 9.º  | 1 de octubre de 1938     | Goodison Park | 2–1      | 64,977       |
| 10.º | 3 de febrero de 1968     | Goodison Park | 1–0      | 64,482       |

### Títulos
Actualizado al día 25 de febrero de 2024.
| Títulos oficiales | Nacionales | Nacionales | Nacionales          | Nacionales | Nacionales | Europeos | Europeos | Europeos          | Europeos | Mundiales | Mundiales | Total |
| Títulos oficiales |            |            | Football League Cup |            |            |          |          | Recopa de la UEFA |          |           |           | Total |
| ----------------- | ---------- | ---------- | ------------------- | ---------- | ---------- | -------- | -------- | ----------------- | -------- | --------- | --------- | ----- |
| Liverpool F. C.   | 20         | 8          | 10                  | 16         | 1          | 6        | 3        | -                 | 4        | 1         | -         | 69    |
| Everton F. C.     | 9          | 5          | -                   | 9          | -          | -        | -        | 1                 | -        | -         | -         | 24    |

## Jugadores en ambos equipos
Se dice que los jugadores que pasan de un club a otro están "cruzando el parque". La frase se refiere a Stanley Park, que se encuentra entre Anfield y Goodison Park. Dado que el Liverpool se formó cuando el Everton dejó Anfield, que había sido su campo de juego, los dos jugadores que permanecieron (Duncan McLean y Thomas G. Wylie) no cruzaron realmente el parque. El primer jugador que tuvo tanto Anfield como Goodison como campo propio fue Patrick Gordon.
A pesar de la gran rivalidad, el Liverpool ha realizado más traspasos con el Everton que con cualquier otro club. Pese a ello no hubo ningún traspaso del Everton al Liverpool entre 1959 y 2000, mientras que hubo una "congelación" similar en la otra dirección entre 1961 y 1982.
Dave Hickson, John Heydon y Frank Mitchell son los únicos tres jugadores que han militado en el Liverpool, el Everton y el Tranmere Rovers, los tres clubes de Merseyside que aún existen. El New Brighton AFC fue miembro de la Football League entre 1923 y 1951; Bill Lacey y Neil McBain jugaron en el Everton, el Liverpool y el New Brighton. Finalmente John Whitehead jugó en el Liverpool, Everton y también en el Bootle FC en su único año como equipo de la League (1892/93). Abel Xavier es el único jugador que ha disputado los dos derbis de Merseyside de la misma temporada con los dos equipos. Nick Barmby se convirtió en 2000 en el traspaso más caro del Everton al Liverpool (£6.000.000) mientras que Peter Beardsley ostenta el récord del Liverpool al Everton con £1.000.000.

## Dobletes
| Temporada | En Anfield | En Goodison |
| --------- | ---------- | ----------- |
| 1899–1900 | 1–2        | 3–1         |
| 1908–09   | 0–1        | 5–0         |
| 1911–12   | 1–3        | 2–1         |
| 1923–24   | 1–2        | 1–0         |
| 1928–29   | 1–2        | 1–0         |
| 1931–32   | 1–3        | 2–1         |
| 1938–39   | 0–3        | 2–1         |
| 1964–65   | 0–4        | 2–1         |
| 1984–85*  | 0–1        | 1–0         |

| Temporada | En Anfield | En Goodison |
| --------- | ---------- | ----------- |
| 1898–99   | 2–0        | 1–2         |
| 1920–21   | 1–0        | 0–3         |
| 1922–23   | 5–1        | 0–1         |
| 1924–25   | 3–1        | 0–1         |
| 1947–48   | 4–0        | 0–3         |
| 1972–73   | 1–0        | 0–2         |
| 1981–82   | 3–1        | 1–3         |
| 1989–90   | 3–1        | 1–2         |
| 1990–91   | 3–2        | 1–3         |
| 2000–01   | 3–1        | 2–3         |
| 2005–06   | 3–1        | 1–3         |
| 2007–08   | 1–0        | 1–2         |
| 2009–10   | 1–0        | 0–2         |
| 2011–12   | 3–0        | 0–2         |
| 2016–17   | 3–1        | 0–1         |
| 2021–22   | 2–0        | 1–4         |